# Einstand (album)
Az Einstand a Pa-Dö-Dő 6. albuma, egyben a legsikeresebb is, hiszen az 1. helyet érte el a MAHASZ albumeladási listán, és 24 hétig volt fenn. Ezen az albumon szerepel a Fáj a fejem című dal, mely hatalmas siker volt, valamint a Várom a leveled című dal, mely szintén sokat játszott dal volt. A dalban Ganxsta Zolee rappel.

## Dalok listája
1. Fáj a fejem 4:06
2. Várom a leveled 3:45 (Közreműködik: Ganxsta Zolee)
3. Van még remény 4:12
4. Állj, most én jövök 4:05
5. Nyitva van a nagyvilág 4:30
6. Bagaméri 4:37
7. Afrika 3:59 (Eredeti előadó: KFT)
8. Hair 13:10
9. 450 780 132 3:31
10. Valaki kell, hogy szeressen 2:24 (Eredeti előadó: Koncz Zsuzsa)
11. 3 kívánság 1:06
12. Van még remény (Light trance version) 4:31
13. James Taylor 3:40
14. Ultra dal 1:47

## Külső linkek
- DiscoGS profil